# Rydzewo (gromada w powiecie giżyckim)
Rydzewo – dawna gromada, czyli najmniejsza jednostka podziału terytorialnego Polskiej Rzeczypospolitej Ludowej w latach 1954–1972.
Gromady, z gromadzkimi radami narodowymi (GRN) jako organami władzy najniższego stopnia na wsi, funkcjonowały od reformy reorganizującej administrację wiejską przeprowadzonej jesienią 1954 do momentu ich zniesienia z dniem 1 stycznia 1973, tym samym wypierając organizację gminną w latach 1954–1972.
Gromadę Rydzewo z siedzibą GRN w Rydzewie utworzono – jako jedną z 8759 gromad na obszarze Polski – w powiecie giżyckim w woj. olsztyńskim na mocy uchwały nr 13 WRN w Olsztynie z dnia 4 października 1954. W skład jednostki weszły obszary dotychczasowych gromad Jagodne Wielkie, Kleszczewo i Rydzewo ze zniesionej gminy Paprotki w tymże powiecie. Dla gromady ustalono 10 członków gromadzkiej rady narodowej.
31 grudnia 1961 do gromady Rydzewo włączono wieś Paprotki z gromady Miłki w tymże powiecie.
Gromadę zniesiono 22 grudnia 1971, a jej obszar włączono do gromady Miłki w tymże powiecie.